# Frederik Vilhelm Andersen
Frederik Vilhelm Andersen (født 11. september 1820 i København, død 19. maj 1910 sammesteds) var en dansk præst og teologisk forfatter.

## Liv og gerning
I 1838 blev Frederik Vilhelm Andersen blev student i 1838,  og fulgte dette op med en uddannelse som cand. theol. i 1843. Han skrev en lic.theol.-afhandling, som dog aldrig blev forsvaret grundet den ikke var skrevet på latin, men i 1880 fik han sin doktorgrad i teologi, for afhandlingen Embede og Ordination i deres indbyrdes Grundforhold.
Sin kandidatgrad brugte han til at arbejde som adjunkt ved latinskolen i Vordingborg i 1844, men allerede et år senere fik han jobbet som sognepræst i Nordrup og Faringløse. Her var han frem til 1871, da han overtog stillingen som sognepræst og provst i Ringsted og Benløse, da han blev forflyttet. Efter at have været i denne stilling i seks år, blev han i 1877 censurkomitesmedlem ved den teologiske embedseksamen.
Han deltog i et udvalg vedrørende udarbejdelsen af tillægget til Roskilde Konvents salmebog.

## Forfatterskab
Ifølge ham selv var han en trofast discipel af biskop Martensen og i 1879 udgav han skriftet "Nogle Betragtninger og Studier over og i Sammenhæng med Biskop Martensens 'den christelige Ethik'". Andre af hans skrifter var en "Prædikensamling" fra 1857, en delvis bearbejdelse af Ebrards "Fortolkning af Johannes’ Aabenbaring" fra 1859, et "Forsvar for de gamle Prædiketexters udelukkende Brug" (1879) samt en postil (det vil sige en prædikensamling) med titlen "Lader eder forlige med Gud" udgivet fra 1886.